# Ceriana rubrobrunnea
Ceriana rubrobrunnea är en tvåvingeart som först beskrevs av Hull 1944.  Ceriana rubrobrunnea ingår i släktet griffelblomflugor, och familjen blomflugor.
Artens utbredningsområde är Colombia. Inga underarter finns listade i Catalogue of Life.